# Sở Khoảnh Tương vương
Sở Khoảnh Tương vương (chữ Hán: 楚頃襄王, 329 TCN-263 TCN, trị vì 298 TCN - 263 TCN), hay còn gọi là Sở Tương vương (楚襄王), tên thật là Hùng Hoành (熊橫) hay Mị Hoành (芈橫), là vị vua thứ 41 của nước Sở - chư hầu nhà Chu trong lịch sử Trung Quốc.

## Thái tử nước Sở
Hùng Hoành là con của Sở Hoài vương, vua thứ 40 của nước Sở. Năm 302 TCN, liên quân ba nước Tề-Hàn-Ngụy hợp sức tấn công Sở. Sở Hoài vương cử Hùng Hoành sang nước Tần cầu cứu. Vua Tần Chiêu Tương vương sai Khách khanh là Thông giúp Sở. Quân ba nước rút lui.
Trong thời gian ở Tần, Hùng Hoành có mâu thuẫn với đại phu Hữu Tư của Tần. Năm 301 TCN, Hùng Hoành giết Hữu Tư rồi trốn về nước Sở.
Năm 299 TCN, Tần Chiêu Tương vương lại đánh Sở, giết hai vạn quân nước Sở. Sở Hoài vương hoảng sợ, sai Hùng Hoành sang Tề xin giúp.
Năm 298 TCN, Sở Hoài vương bị vua Tần lừa sang hội nghị rồi bắt giam. Người nước Sở sang đón thái tử Hoành từ nước Tề về để nối ngôi. Tề Mẫn vương ban đầu muốn dùng thái tử để ép nước Sở cắt đất Hoài Bắc cho mình, nhưng có người can gián nếu thái tử không về thì đất Dĩnh Trung sẽ lập vua khác, Tề có con tin cũng không được gì lại mang tiếng bất nghĩa. Tề Mẫn vương bèn đưa Hùng Hoành về nước. Người nước Sở lập ông làm vua, tức Sở Khoảnh Tương vương. Khoảnh Tương vương lên ngôi ngay khi vua cha còn chưa qua đời.

## Thần phục nước Tần
Sau khi bắt giữ Sở Hoài vương, vua Tần cử sứ sang nước Sở đòi nộp đất đổi lấy Hoài vương, tuy nhiên sau đó thấy nước Sở đã có vua mới, Tần Chiêu vương giận dữ, đem quân vượt Vũ Quan đánh Sở, đánh bại quân Sở, chém đầu 5 vạn người. Nước Sở mất 15 thành về tay Tần.
Năm 296 TCN, cha Sở Tương vương là Sở Hoài vương mất ở nước Tần, vua Tần sai trả thi thể về nước an táng.
Năm 293 TCN, quân Tần đánh bại liên quân Hàn, Ngụy ở Y Khuyết, nhân đó gửi thư uy hiếp nước Sở. Sở Tương vương đành giảng hòa với Tần, lập lại hòa bình.

## Chiến tranh với Tống và Tề
Năm 286 TCN, vì Tống Khang vương lấn đất của Sở cùng với Ngụy, và Tề, Tề Mẫn vương kêu gọi ba nước cùng nhau đánh Tống. Sở Tương vương hưởng ứng, đem quân cùng đánh Tống. Quân 3 nước đánh bại quân Tống giết chết vua Tống và diệt nước Tống, chia đất Tống làm ba, mỗi bên lấy một phần.
Năm 285 TCN, Sở Tương vương đến yết kiến Tần Chiêu vương ở đất Uyển.
Cùng năm, Tề Mẫn vương gây chiến với Sở chiếm Hoài Bắc. Sau đó Yên Chiêu vương muốn đánh Tề, cử sứ sang nước Sở liên lạc Sở Tương vương cùng nhau xuất quân. Sở Tương vương đồng ý, liên kết với các nước Yên và Triệu, Tần, Ngụy đánh Tề. Năm 285 TCN, liên quân đánh bại quân Tề ở Tế Tây.
Năm 282 TCN, Tề Mẫn vương bị quân Yên chiếm hết 70 thành, chạy về thành Cử, cầu cứu nước Sở, hứa sẽ dâng cho Hoài Bắc. Sở Khoảnh Tương vương sai Náo Xỉ đem quân giúp Tề. Khi vào thành Cử, Náo Xỉ dùng thế lực giết chết Tề Mẫn vương, khôi phục đất Hoài Bắc lại cho nước Sở.

## Mất Dĩnh đô, dời về đất Trần
Năm 283 TCN, Sở Tương vương cùng Tần Chiêu vương hội minh ở đất Yên. Đến mùa thu năm đó, ông lại đến hội cùng vua Tần ở ấp Nhương.
Năm 280 TCN, Tần Chiêu vương đánh Sở, quân Sở thất bại. Sở Tương vương phải cắt đất Thượng Dung và Hán Bắc dâng cho nước Tần.
Năm 279 TCN, Tần Chiêu vương sai Bạch Khởi và Trương Nhược đem quân đánh Sở. Bạch Khởi tràn quân vào chiếm đất Yên và đất Lăng nay thuộc vùng , sau đó tràn vào Dĩnh đô, chiếm được Dĩnh Đô. Đại thần Khuất Nguyên tự tử. Sở Tương vương phải thiên đô sang đất Trần. Khu lăng mộ các tiên vương nước Sở bị Bạch Khởi thiêu trụi nên bị đổi gọi là Di Lăng.
Năm 277 TCN, Bạch Khởi chiếm đất đất Vu Trung và đất Kiềm Trung  của nước Sở, sáp nhập vào Tần.
Năm 276 TCN, Sở Tương vương thu thập được hơn 10 vạn quân, đem quân chiếm lại 15 ấp ở Giang Bàng từ tay nước Tần. Đến năm 273 TCN, ông cử ba vạn quân hợp sức với Tam Tấn (Hàn, Ngụy, Triệu) đánh nước Yên.

## Qua đời và truyền ngôi
Năm 272 TCN, Sở Tương vương thiết lập lại hòa bình với nước Tần, cử Tả đồ đưa thái tử Hùng Nguyên sang Tần làm con tin.
Năm 263 TCN, ông bệnh nặng, thái tử Hùng Nguyên đang làm con tin ở Tần, được Xuân Thân quân Hoàng Yết đưa về nước. Không lâu sau, Sở Khoảnh Tương vương qua đời. Ông làm vua tổng cộng 36 năm. Thái tử Hùng Nguyên được lập lên ngôi tức Sở Khảo Liệt vương.